# Mathematica
Wolfram Mathematica — система комп'ютерної алгебри компанії Wolfram Research. Містить багато функцій як для аналітичних перетворень, так і для чисельних розрахунків. Крім того, програма підтримує роботу з графікою і звуком, включаючи побудову дво- і тривимірних графіків функцій, малювання довільних геометричних фігур, імпорт та експорт зображень і звуку.

## Можливості

### Аналітичні перетворення
- Розв'язання систем поліноміальних і тригонометричних рівнянь і нерівностей, а також трансцендентних рівнянь, що зводяться до них.
- Розв'язання рекурентних рівнянь.
- Спрощення виразів.
- Знаходження границь.
- Інтегрування і диференціювання функцій.
- Знаходження скінченних і нескінченних сум і добутків.
- Розв'язання диференціальних рівнянь і рівнянь в часткових похідних.
- Перетворення Фур'є і Лапласа, а також Z-перетворення.
- Перетворення функції у ряд Тейлора, операції з рядами Тейлора: додавання, множення, композиція, отримання зворотної функції та інші.

### Чисельні розрахунки
- Обчислення значень функцій, у тому числі спеціальних, з довільною точністю.
- Рішення систем рівнянь
- Знаходження меж
- Інтегрування і диференціювання
- Знаходження сум і добутків
- Рішення диференціальних рівнянь і рівнянь в частинних похідних
- Поліноміальна інтерполяція функції від довільного числа аргументів з набору відомих значень
- Перетворення Фур'є і Лапласа, а також Z-перетворення

### Теорія чисел
- Визначення простого числа за його порядковом номером, визначення кількості простих чисел, що не перевершують дане.
- Дискретне перетворення Фур'є
- Розкладання числа на прості множники, знаходження НСД і НСК.

### Лінійна алгебра
- Операції з матрицями: додавання, множення, знаходження зворотної матриці, множення на вектор, обчислення експоненти, отримання визначника.
- Пошук власних значень і власних векторів.

### Графіка і звук
- Побудова графіків функцій, в тому числі параметричних кривих і поверхонь.
- Побудова геометричних фігур: ламаних, кіл, прямокутників тощо.
- Відтворення звуку, графік якого задається аналітичною функцією або набором точок.
- Імпорт і експорт графіки в багатьох растрових і векторних форматах, а також звуку.
- Побудова і маніпулювання графами.

## Інші особливості
Крім того мова функціонального програмування, що інтерпретується. Mathematica допускає відкладені обчислення за допомогою оператора визначення «:=».
Можна сказати, що система Mathematica написана мовою Mathematica, хоча деякі функції, особливо пов'язані з лінійною алгеброю, з метою оптимізації були написані мовою C.